# Ganthier
Ganthier (Haïtiaans-Creools: Gantye) is een stad en gemeente in Haïti met 62.500 inwoners. De plaats ligt op de vlakte Cul-de-Sac, 29 km ten oosten van de hoofdstad Port-au-Prince. De gemeente maakt deel uit van het arrondissement Croix-des-Bouquets in het departement Ouest.
Er wordt limoen en katoen verbouwd.

## Indeling
De gemeente bestaat uit de volgende sections communales:
| Nr. | Naam            | Km²    | Inw.2015 |
| --- | --------------- | ------ | -------- |
| 1   | Galette Chambon | 27,17  | 6.382    |
| 2   | Balan           | 57,93  | 6.215    |
| 3   | Fond Parisien   | 227,36 | 28.207   |
| 4   | Mare Roseaux    | 81,56  | 17.269   |
| 5   | Pays Pourri     | 102,09 | 4.461    |

## Geboren in Ganthier
- Boniface Alexandre (1936-2023), president van Haïti (2004-2006)